# Louise Glaum
Louise Glaum (4 de septiembre de 1888 – 25 de noviembre de 1970) fue una actriz teatral y cinematográfica estadounidense, activa en la época del cine mudo. Conocida por sus papeles de mujer fatal en dramas del cine mudo, se la considera como una de las mejores intérpretes de personajes vamp en los comienzos de su carrera.
Glaum empezó su carrera artística como actriz teatral en Los Ángeles en 1907. Pasados unos años viajó en gira con una compañía itinerante, interpretando el papel de ingenua en la obra Why Girls Leave Home. En esa época permaneció un tiempo en Chicago, tomando parte en diferentes producciones. Tras su vuelta a Los Ángeles en 1911 a causa de la muerte de su hermana menor, Glaum encontró trabajo como actriz en un estudio cinematográfico. Participó a partir de entonces en un total de más de 110 películas rodadas entre 1912 y 1925, siendo la primera de ellas When the Heart Calls.
Tras trabajar en Greater Than Love (1921), ella se retiró de la pantalla y se mudó a la ciudad de Nueva York. En 1925 presentó una demanda por considerar que se le debía una cantidad de 103.000 dólares como salario por sus actuaciones cinematográficas. La demanda fue finalmente archivada por motivos técnicos. Glaum hizo una última actuación en el cine en 1925. Contratada por Associated Exhibitors, ella trabajó con Lionel Barrymore en un drama dirigido por Henri Diamant-Berger titulado Fifty-Fifty.
Durante más de tres años, Glaum fue cabeza de cartel en el circuito de vodevil. En 1928 presentó en Los Ángeles una obra protagonizada por ella, Trial Marriage. Siguiendo con la actividad teatral, ella abrió un local propio en dicha ciudad, en el cual actuó mediados los años 1930, siendo además profesora de arte dramático. En las siguientes décadas, Glaum trabajó también en el campo de los clubes musicales, presidiendo el Matinee Musical Club durante varios años y la Federación de Clubs Musicales de California.

## Biografía

### Primeros años y carrera teatral
Nacida en Baltimore, Maryland, era la tercera de las cuatro hijas de John W. Glaum (9 de julio de 1856 – 7 de julio de 1934) y Lena Katherine Kuhn (30 de diciembre de 1863 – 1 de julio de 1946). Sus hermanas eran Hattie Helen "Phyllis" Glaum (7 de septiembre de 1884 – 4 de febrero de 1941), Lena K. Glaum (22 de diciembre de – 15 de enero de 1971), y Margaret Olive Glaum (11 de octubre de 1896 – 18 de junio de 1911).
Su padre, Johannes Wilhelm Glaum, nació en Alemania y emigró con su familia a los Estados Unidos en 1869, mientras que su madre nació en Nueva York de padres nacidos en Alemania. John y Lena Glaum se mudaron con sus hijos al Sur de California a finales de los años 1890, y vivieron en Pasadena (California) varios años antes de instalarse en Los Ángeles. 
Glaum empezó su carrera de actriz trabajando en compañías teatrales de repertorio. Así, formó parte del elenco de Crucifixus, una obra sobre La Pasión estrenada el 12 de noviembre de 1907 en Los Ángeles Gamut Auditorium Los Ángeles. A principios de junio de 1908 actuó en la obra de Owen Davis How Baxter Butted In, la cual se representó en el Los Angeles Theatre. El reparto incluía a Lule Warrenton entre otros intérpretes. Después, Glaum actuó como ingenua con el espectáculo itinerante Why Girls Leave Home, ganando 25 dólares semanales y confeccionándose ella misma sus vestidos. Cuando llegó a Chicago, hizo también papeles de ingenua en la Imperial Stock Company durante un año y medio, participando en las piezas The Lion and the Mouse y The squaw man, entre otras. También hizo el papel de ingenua en una representación de teatro de verano llevada a cabo en Toledo (Ohio), concretamente en la pieza Officer 666.
Tras la muerte de su hermana menor, Margaret, en junio de 1911, Glaum volvió a su casa en Los Ángeles. Su madre quería que ella se quedara, pero Glaum deseaba volver al teatro. Se comprometió, sin embargo, a actuar como ingenua en una compañía teatral local, empezando además a interesarse por las actividades cinematográficas.

### Carrera cinematográfica
Glaum debutó en el cine con el papel de Mary Gordon, la hija del ranchero, en el corto de género western dirigido por Al Christie When the Heart Calls (1912), producido por Nestor Film Conpany en Hollywood. Desde sus inicios, ella actuó en comedias, aunque sin hacer slapstick, interpretando exclusivamente primeros papeles. Entre ellos figura el personaje del título en la película de Broncho Motion Picture Company The Quakeress (1913), en la que actuaban Charles Ray y William Desmond Taylor. El año en el cual llegó Glaum, Nestor se había fusionado con Universal Studios. Un gran número de episodios de la serie de comedias Universal Ike fue el centro de su trabajó cinematográfico en 1914.
Contratada por Thomas H. Ince, su primer papel como vamp y primero como protagonista en los nuevos filmes de cinco rollos, fue el de Mademoiselle Poppea en The Toast of Death (1915), actuando con Harry Keenan y Herschel Mayall. Fue dirigida por Thomas Ince en su estudio en Topanga (California). Ese mismo año ella actuó como la estrella de cabaret Kitty Molloy en The Iron Strain, la primera adaptación al cine rodada en Estados Unidos de la obra de William Shakespeare La fierecilla domada, versión en la que actuaban Dustin Farnum, Enid Markey, y Charles K. French.
Glaum fue Milady de Winter en The Three Musketeers (1916). También actuó en seis westerns junto a William S. Hart, incluyendo entre ellos sus papeles de Dolly en Hell's Hinges (1916), Trixie en The Aryan (1916) y Poppy en The Return of Draw Egan (1916). También fue Leila Aradella en The Wolf Woman (1916) y Marie Chaumontel en el drama bélico Somewhere in France (1916), en el cual actuaba Howard C. Hickman.
El 20 de febrero de 1916 ella se casó con el director Harry J. Edwards (11 de octubre de 1887 – 26 de mayo de 1952), divorciándose la pareja el 17 de marzo de  1919.
En 1917 Glaum fue Lola Montrose en el drama A Strange Transgressor. Después hizo un papel totalmente diferente, el de la heroína del título en la producción western de Triangle Film Corporation Golden Rule Kate (1917). En el drama The Goddess of Lost Lake (1918), el cual también coprodujo mediante su propia compañía, Louise Glaum Organization, Glaum encarnó a Mary Thorne.
Posteriormente, Glaum empezó a trabajar con J. Parker Read Jr. Productions. Firmó un contrato de cuatro años, con un salario que comenzaba en los 2.000 dólares semanales y que se incrementó a los 4.000. Uno de los filmes que rodó con la compañía fue Sahara (1919), un gran éxito de taquilla escrito especialmente para ella por C. Gardner Sullivan, y con supervisión de producción llevada a cabo por Allan Dwan. También interpretó el doble papel de Princesa Sonia y su hija, Sonia, en el thriller The Lone Wolf's Daughter (1919). Otros papeles fueron los de Adrienne Renault en un film de título provocador, Sex (1920), historia acerca de una estrella de cabaret, el del título en The Leopard Woman (1920), una película de aventuras ambientada en África, y el de Natalie Storm en el film romántico Love (1920).
Según el censo de 1920, Glaum vivía en Los Ángeles. Sin embargo, tras rodar el papel de Grace Merrill en el drama Greater Than Love (1921), dirigido por Fred Niblo, ella se retiró de la pantalla y se fue a vivir a Nueva York.
El 16 de marzo de 1925 ella presentó una demanda en la Corte suprema de Nueva York contra el productor J. Parker Read, Jr., solicitando que se le abonaran 103.000 dólares que se le debían. En la demanda afirmaba haber protagonizado varias cintas bajo la dirección de Read, y que no fue pagada por ese trabajo. Después demandó al patrimonio de Thomas H. Ince, socio de Read, afirmando que Read era insolvente. La Sala de Apelación de la Corte Suprema de Nueva York, sin embargo, decidió que los tribunales de Nueva York no tenían jurisdicción sobre residentes de California. Ella presentó entonces la demanda en California, pero no se adjuntó una copia del contrato. Cuando ésta llegó, había cumplido el tiempo durante el cual ella podía presentar la demanda, por lo que el tribunal desestimó su solicitud por cuestiones técnicas.
Glaum volvió a trabajar en el cine una vez más. Contratada por Associated Exhibitors, ella hizo el papel de Nina Olmstead en el drama dirigido por Henri Diamant-Berger Fifty-Fifty (1925), en el cual trabajó con Hope Hampton y Lionel Barrymore.

### Carrera teatral y vodevil
Glaum permaneció tres años alejada de Los Ángeles, trabajando como cabeza de cartel en el circuito de vodevil del Este de Estados Unidos, haciendo también una gira por los teatros Loew con dos obras de teatro convencional. Una de ellas fue The Sins of Julia Boyd, de Paul Girard Smith, y la otra The Web, la cual fue escrita por Glaum. Ella era el único personaje en este one man show.
El 19 de enero de 1926 Glaum se casó con el propietario teatral Zachary M. Harris (22 de enero de 1878 – 5 de marzo de 1964) en Nueva York. Cuando volvió a Los Ángeles junto a su marido para visitar a familiares y amigos, ellos decidieron llevar a escena la obra Trial Marriage en el Teatro Egan, interpretando Glaum el papel protagonista. La pieza, estrenada el 16 de noviembre de 1928, tuvo buenas críticas, aunque no obtuvo una gran recaudación.
El matrimonio seguía viviendo en Los Ángeles en 1930, y Glaum continuaba actuando en el teatro. Además, trabajó también como profesora de artes dramáticas, inaugurando y actuando en un teatro propio mediados los años 1930. El 6 de enero de 1935, Glaum anunció en el Los Angeles Times la apertura del Louise Glaum Little Theatre, un teatro con capacidad para 400 personas. Classes for students wanting to join the Union Square Players, and "learn by practical experience," began on January 21. El pequeño teatro generó un gran interés entre los escritores locales, hasta el punto de que el 27 de enero Glaum había recibido unas 15 obras. Una de las más interesantes fue la pieza escrita por Eulalia Andreas A Friendly Divorce, la cual se ensayó con dirección de Johnstone White. En marzo de 1935, Glaum y Betty Blythe, otra estrella del cine mudo, protagonizaron Angel Cake, obra escrita por Ansella Hunter.
En mayo, la Union Square Players presentó la comedia Ask Herbert, escrita por Katherine Kavanaugh y muy alabada por Los Angeles Times. En el reparto, escogido por Glaum, aparecía Herb Vigran, que más adelante iría a Nueva York, debutando en el circuito de Broadway a finales de ese año.
En 1936 Glaum ingresó en el Matinee Musical Club. Se formó, como innovación, un departamento de drama en el club, y Glaum fue nombrada su directora. En noviembre se presentaron planes para representar tres obras en un acto en el club, en el Centro de Artes Creativas, en Hollywood.
En septiembre de 1952 Glaum reabrió el Beaux Arts Theatre, cambiando su nombre por Louise Glaum Playhouse. La primera obra representada fue una farsa, la cual ella produjo, llevó a escena y dirigió, que se titulaba O.K. By Me, y que había escrito Sheldon Sheppard. La obra se representó un total de siete semanas.

### Últimos años
Glaum se dedicó también a la dirección de clubes musicales en las últimas tres décadas de su vida. Durante muchos años presidió el Matinee Musical Club y la Federación de Clubes Musicales de California.
Louise Glaum falleció en Los Ángeles, California, a los 82 años de edad a causa de una neumonía. Fue enterrada en el Cementerio Angelus-Rosedale, en Los Ángeles junto a su segundo marido, Zachary Harris, y otros miembros de la familia. 
Por su contribución al cine, a Glaum se le concedió una estrella en el Paseo de la Fama de Hollywood, en el 6834 de Hollywood Boulevard.

## Filmografía

### Productora
- The Goddess of Lost Lake, de Wallace Worsley (1918)

## Galería fotográfica

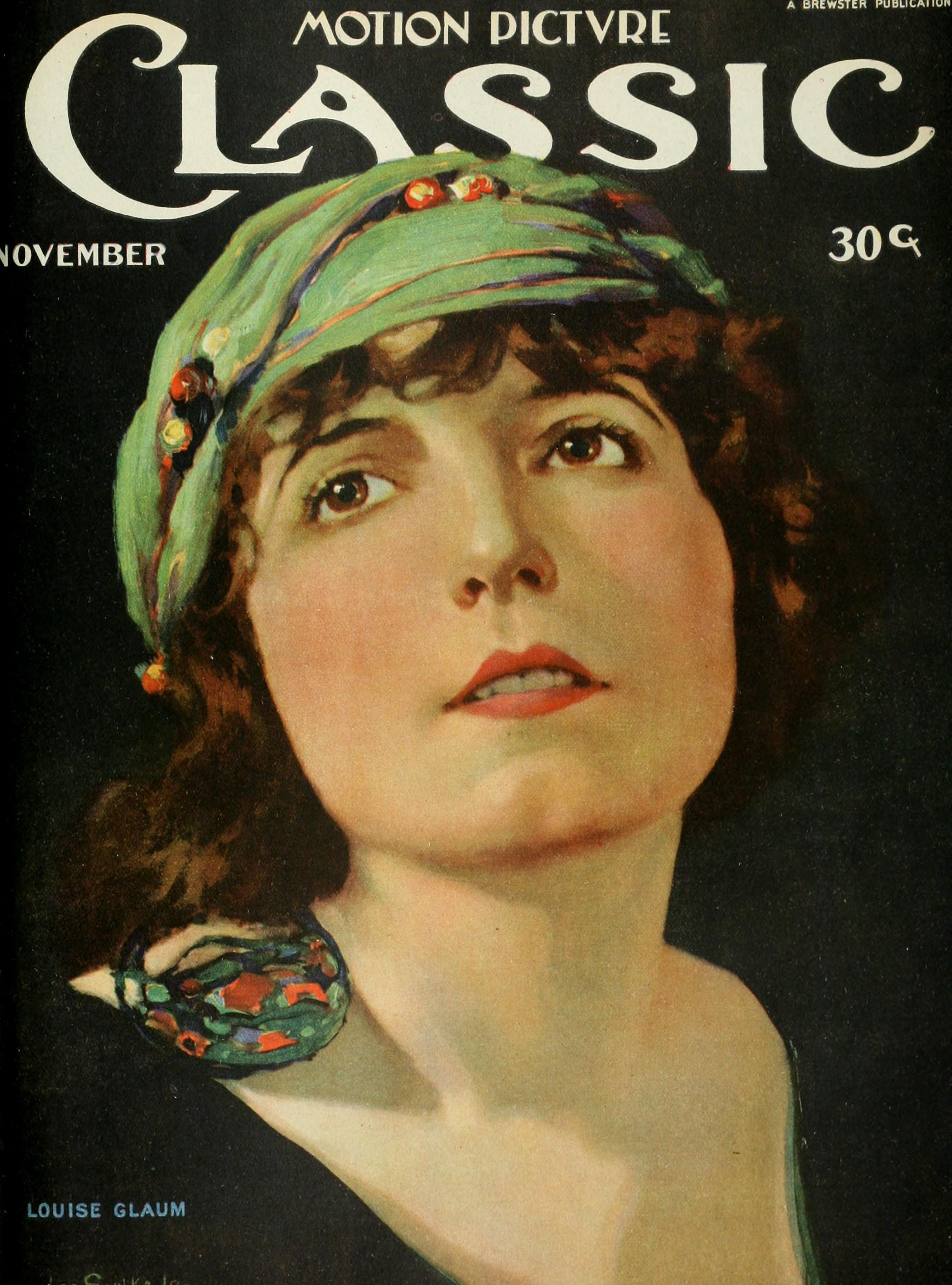
Glaum pintada por Leo Sielke, Jr. para la portada de Motion Picture Classic, noviembre de 1920
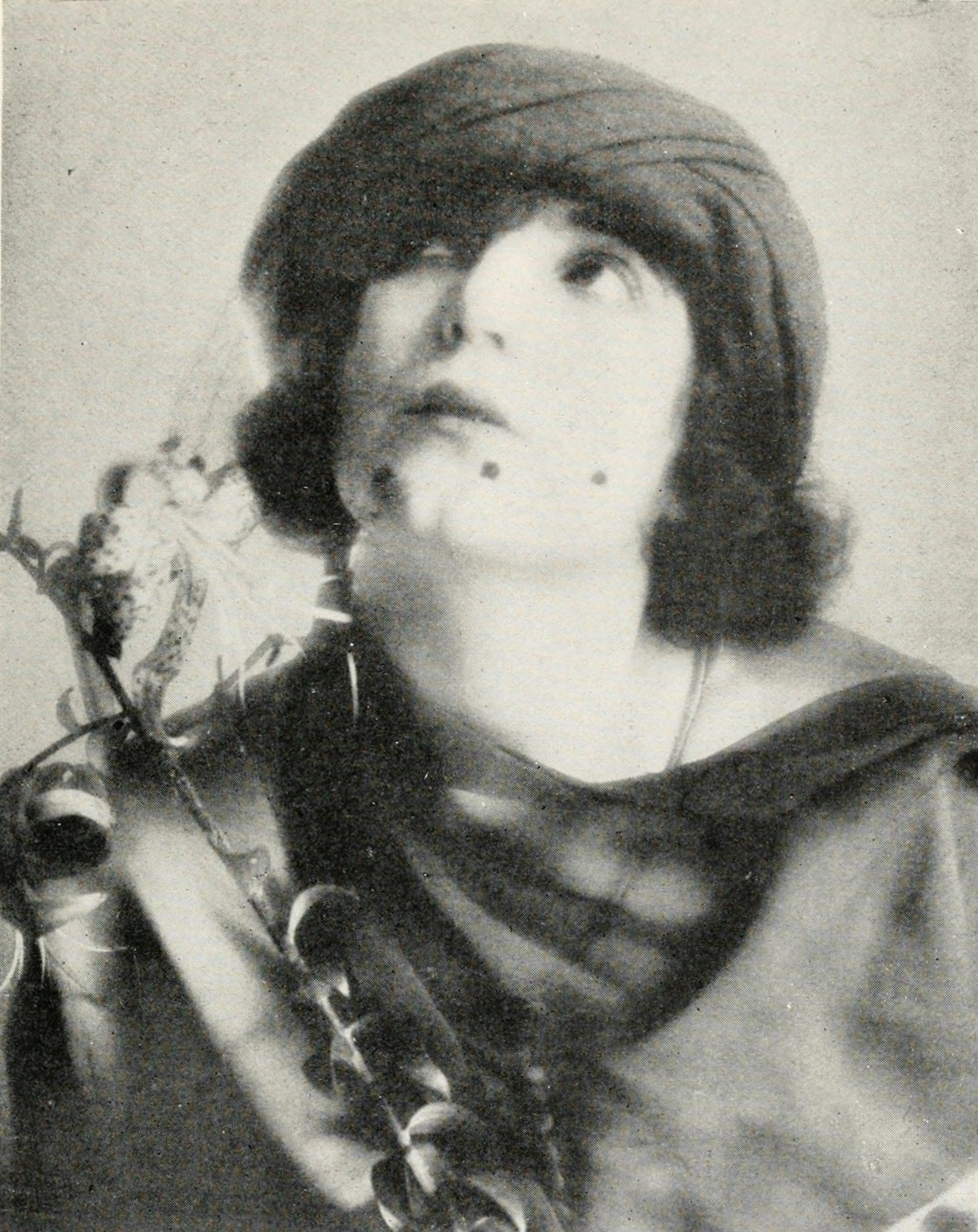
Glaum hacia 1920
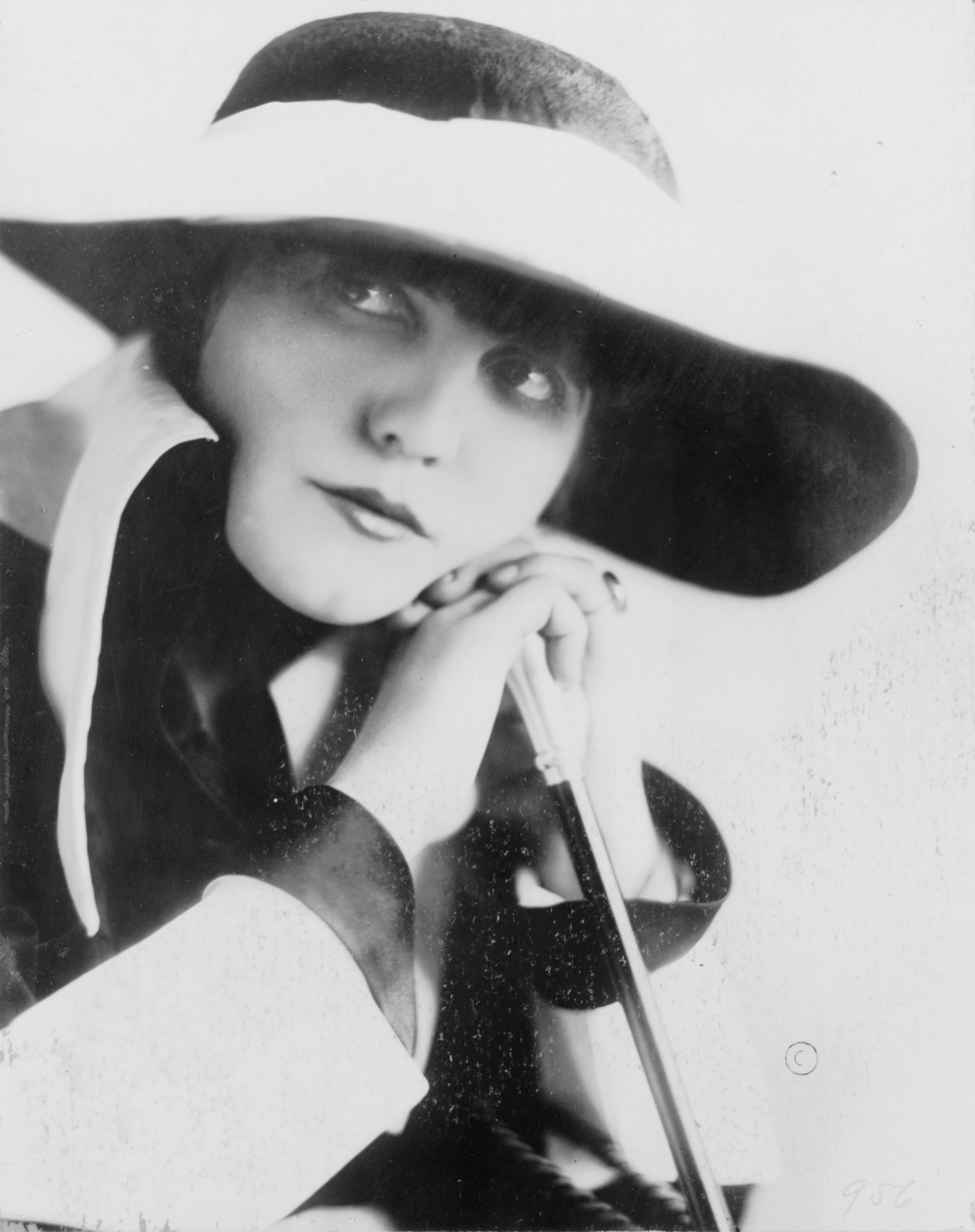
Louise Glaum en 1915
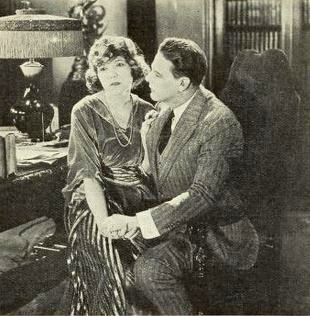
Escena de I Am Guilty (1921), con Louise Glaum y Mahlon Hamilton
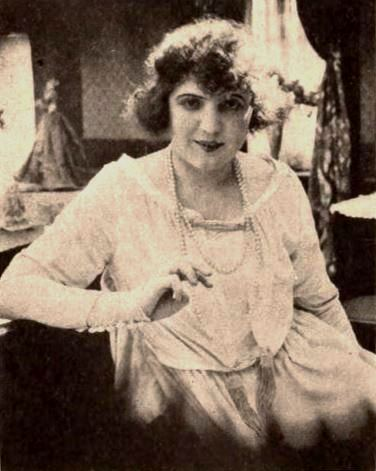
Escena de An Alien Enemy (1918), con Louise Glaum
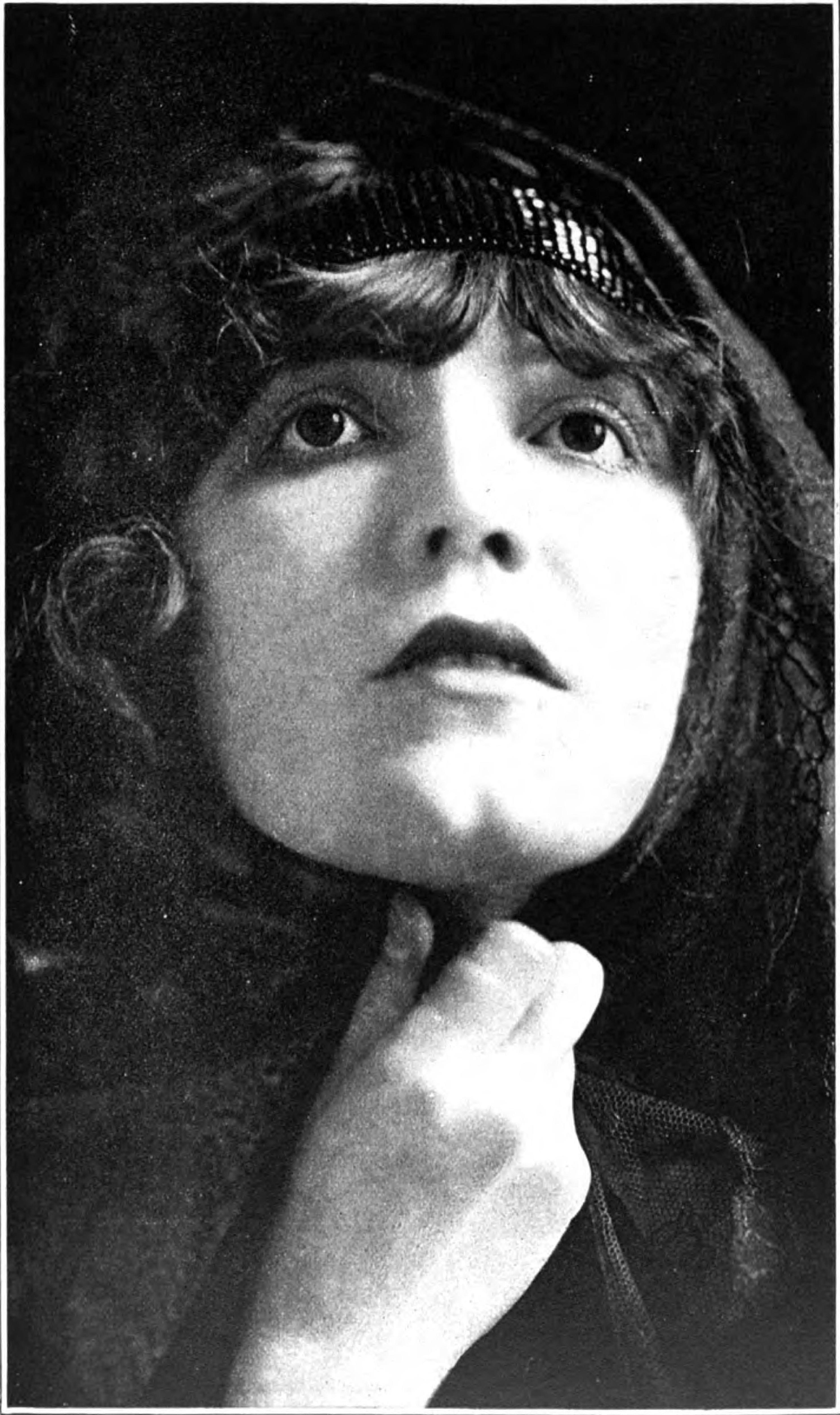
Louise Glaum hacia 1916
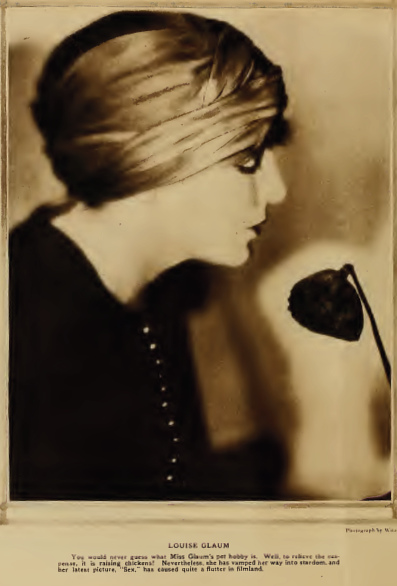
Louise Glaum en Motion Picture Classic (1920)